# 17938 Тамсендрю
17938 Тамсендрю (17938 Tamsendrew) — астероїд головного поясу, відкритий 17 квітня 1999 року.
Тіссеранів параметр щодо Юпітера — 3,526.